# Деймон Веянс (молодший)
Деймон Веянс-молодший (англ. Damon Wayans Jr; нар. 18 листопада 1982, Гантінгтон, Вермонт, США) — американський актор, відомий ролями в серіалах «Новенька», «Щасливий кінець», а також у фільмах «Фейкові копи», «В активному пошуку». Він — старший син актора Деймона Веянса.

## Біографія
Деймон Веянс-молодший народився у Гатінґтоні, Вермонт, США в родині актора Деймона Веянса та Лізи Торнер. Він старший з чотирьох дітей в родині, у нього є брат Майкл і дві сестри Кара Міа та Кайла.

## Особисте життя
Актор був одружений з Ейжею Метоєр. У шлюбі в них народилося двоє дітей.

## Кар'єра
Деймон дебютував як актор ще в дитинстві: він отримав роль у фільмі «Бланкмен», де він знімався разом із батьком. З 2001 по 2004 актор був залучений в ситком «Моя дружина та діти». У 2006 у нього була роль у проекті його тата «Підземка».
У 2009 Вейнс виконав головну роль у музичній комедії «Без ансамблю». У 2010 Деймон дебютував як актор озвучення в фільмі «Мармадюк». Того ж року він зіграв у кримінальній комедії «Копи на підхваті». З 2011 по 2013 в актора була роль у ситкомі «Щасливий кінець», згодом він приєднався до основного складу телесеріалу «Новенька». Крім того Вейнс-молодший з'явився у комедійних стрічках «Одружити Беррі», «Фейкові копи», «В активному пошуку».

## Фільмографія
| Рік       |    | Українська назва                         | Оригінальна назва                              | Роль            |
| --------- | -- | ---------------------------------------- | ---------------------------------------------- | --------------- |
| 1994      | ф  | Бланкмен                                 | Blankman                                       | Кевін           |
| 2001—2004 | с  | Моя дружина та діти                      | My Wife and Kids                               | Джон            |
| 2006      | с  | Підземка                                 | The Underground                                | різні ролі      |
| 2008      | тф |                                          | Da Network                                     | Ніззл           |
| 2009      | ф  | Без ансамблю                             | Dance Flick                                    | Томас           |
| 2010      | ф  | Мармадюк                                 | Marmaduke                                      | Грім            |
| 2010      | ф  | Копи на підхваті                         | The Other Guys                                 | Фосс            |
| 2011—2013 | с  | Щасливий кінець                          | Happy Endings                                  | Скотт Вільямс   |
| 2011—2016 | с  | Новенька                                 | New Girl Тренер                                |                 |
| 2012      | с  |                                          | Happy Endings: Happy Rides                     | Скотт Вільямс   |
| 2012      | с  | Спецназ: Сан-Дієго                       | NTSF:SD:SUV                                    | Гаретт          |
| 2012      | с  | Друге покоління Веянсів                  | Second Generation Wayans                       | у ролі себе     |
| 2013      | с  | Айронсайд                                | Ironside                                       | Скотт Долан     |
| 2013      | с  |                                          | Just Face It                                   | Ті Вай          |
| 2014      | ф  | Одружити Беррі                           | Someone Marry Barry                            | Дезмонд         |
| 2014      | ф  | Фейкові копи                             | Let's Be Cops                                  | Джастін         |
| 2014      | мф | Супер шістка                             | Big Hero 6                                     | Васабі          |
| 2016      | ф  | В активному пошуку                       | How to Be Single                               | Девід           |
| 2016      | мф | Земля до початку часів 14: Подорож серця | The Land Before Time XIV: Journey of the Heart | Гевін           |
| 2016      | с  | Бруклін 9-9                              | Brooklyn Nine-Nine                             | Стів Шиллінс    |
| 2018      | тф |                                          | Singularity                                    | Даг             |
| 2020      | ф  | Кохання гарантоване                      | Love, Guaranteed                               | Нік Еванс       |
| 2021      | ф  | Загублене серце                          | Cherry                                         | сержант Мастерс |
| 2021      | ф  | Гірка помста                             | The Harder They Fall                           | Монро Ґраймз    |
| 2024      | с  | Правдива терапія                         | Shrinking                                      | Деррік №2       |